# Кар (форма рельефа)

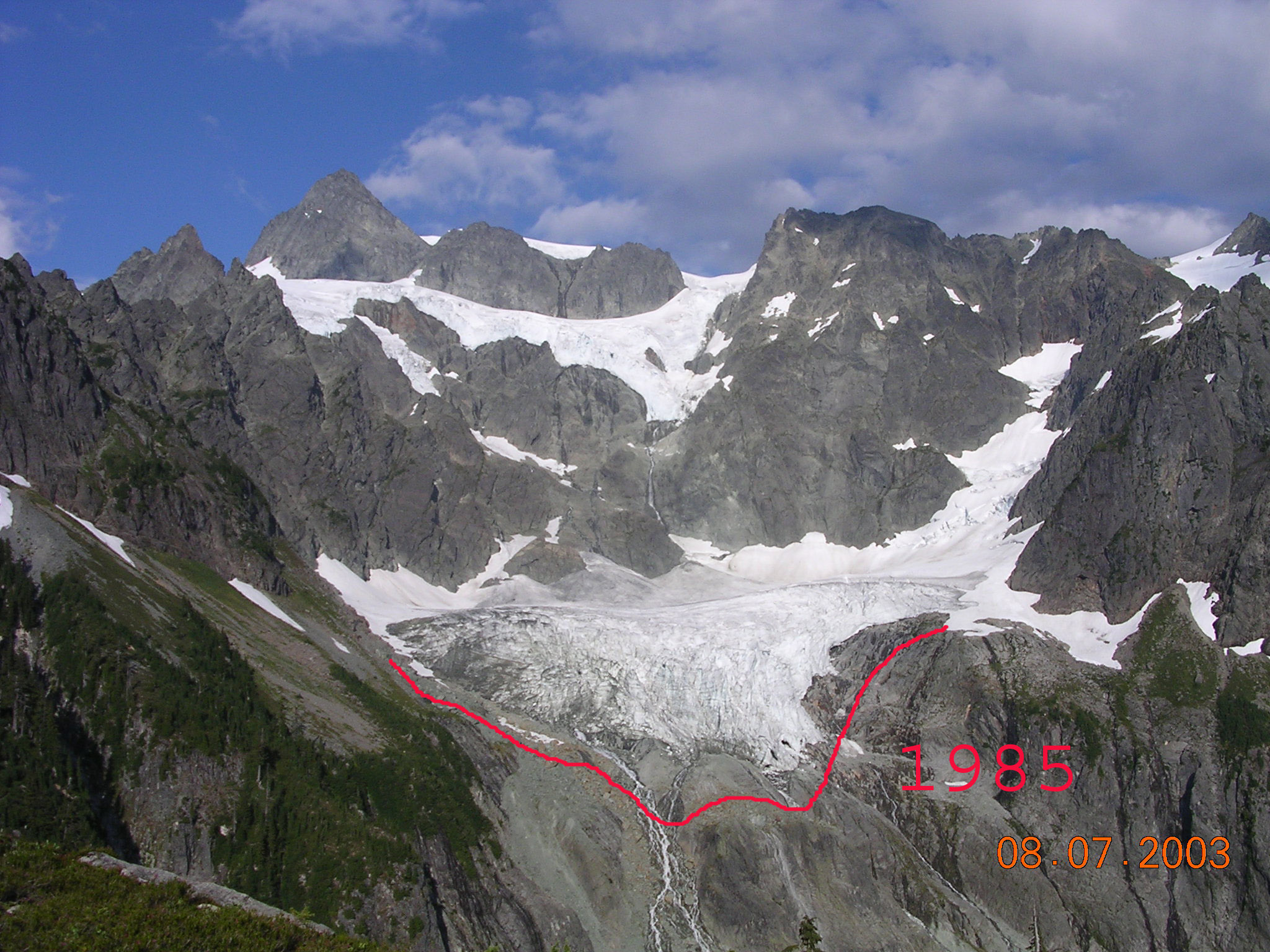
Кар, занятый ледником

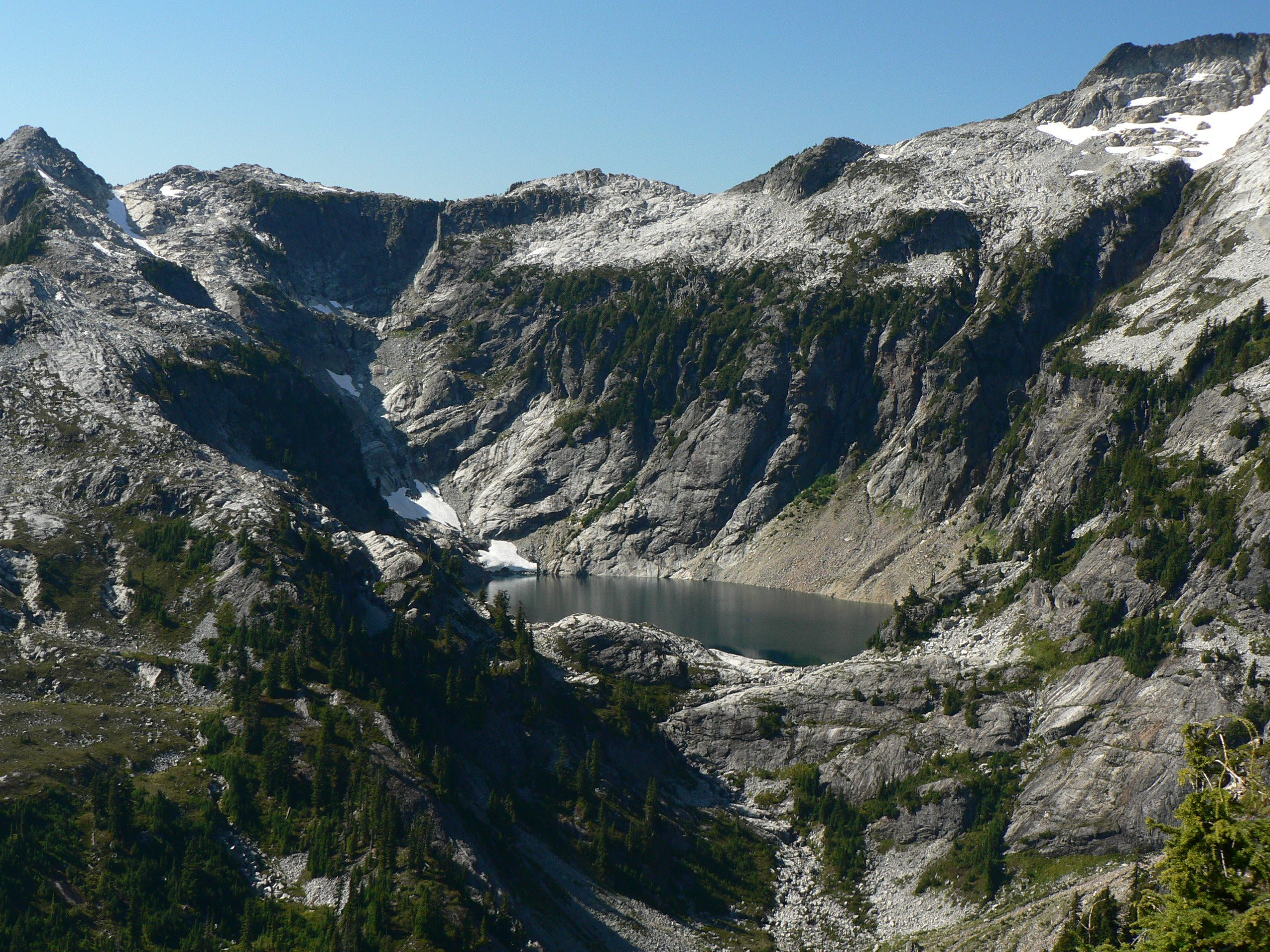
Пустой кар, на дне которого расположено озеро

Кар (от нем. Kar (кувшин, жёлоб), цирк, креслови́на) — форма рельефа, естественное чашеобразное углубление в привершинной части склонов гор.
Кары имеют крутые, часто отвесные, задние и боковые стенки, дно полого-вогнутое, занятое, обычно, ледником. В некоторых карах имеются скопление фирна, в других — сезонные накопления снега. Очень часто, там где ледники отступили, дно каров заполнено водой — так образовано большинство высокогорных озёр. У внешнего края кар имеет невысокий порог (ригель). Часто от кара вниз по склону идёт ложбина эрозионного происхождения, где весной стекают талые воды или протекает постоянный ручей.
В среднем для каров характерна ширина 1-2 км при высоте задней стенки около 300 м, но они могут достигать ширины 16 км при высоте задней стенки до 3 км (на горе Маунт-Листер, Антарктика).
Продольные профили каров описываются кривой вида y = a (1 − x) e-x, где а может быть от 0,5 до 2. Поперечные профили близки к U-образным профилям троговых долин.
Образование каров начинается с накопления масс снега в водосборных воронках ручьев, которые под действием морозного выветривания превращаются в нивальные кары, у которых, в отличие от настоящих каров, днище наклонено наружу и не ограничено ригелем. С переходом снежников в каровые ледники, скользящих по ложу, начинают вырабатываться бассейны выпахивания и ригели, а морозное выветривание на верхней границе ледников или в бергшрундах подкапывает задние стенки и ведёт к их отступанию. Скорости ледникового углубления каров составляют 25-90 мм/1000 лет в Канадской Арктике, 500—600 мм/1000 лет в Норвегии, до 1300 мм/1000 лет в Скалистых Горах.

Схема формирования кара

Расширение каров приводит к тому, что их соседние стенки пересекаются, и образуются острые гребни и пирамидальные пики — карлинги. Особо острые зубцы гребней называют иглами или жандармами. При дальнейшем расширении каров они могут слиться и образовать крупный ледниковый цирк, а при разрушении задних стенок — короткий сквозной трог.
Развитие каров происходит вблизи снеговой границы, поэтому высо́ты их днищ используют для реконструкции высот древней границы питания ледников.
Группы каров, расположенных в несколько ярусов один под другим, образуют каровые лестницы.